# Dơi tai chân nhỏ
Dơi tai chân nhỏ (danh pháp hai phần: Myotis muricola) là một loài động vật có vú trong họ Dơi muỗi, bộ Dơi. Loài này được Gray mô tả năm 1846.